# Beweging voor Rechtvaardigheid en Gelijkheid

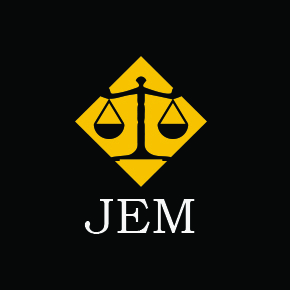
Logo van de Beweging voor Rechtvaardigheid en Gelijkheid

De Beweging voor Rechtvaardigheid en Gelijkheid (Engels: Justice and Equality Movement, Arabisch: حركة العدل والمساواة, Ḥarakat al-ʿAdl wal-musāwāh ), afgekort als de JEM, is een rebellengroep die  een rol speelt in het Darfoerconflict. Ze vecht samen met het SLA (Soedanese Bevrijdingsleger, Sudanese Liberation Army) tegen de Janjaweed en de overheid.
De JEM is Afrikaans-islamitisch (dit in tegenstelling tot Arabisch-islamitisch). Er zou ook sprake zijn van banden van de JEM met Hassan al-Turabi. Al-Turabi had veel invloed op de regering. In 1999 diende hij een voorstel bij het parlement in om de macht van de president te verkleinen; vervolgens ontbond de president het parlement en veel Afrikaanse moslims traden toen toe tot de JEM. Al-Turabi en de JEM ontkennen echter een directe band met elkaar te onderhouden.
De leider van de JEM is Khalil Ibrahim Muhammed. Hij is waarschijnlijk de auteur van The Black Book: Imbalance of Power and Wealth in the Sudan. In dat boek wordt geageerd tegen de overmacht van de Arabieren in de Soedanese regering.